# Макрешане
Макрешане је насељено место града Крушевца у Расинском округу. Према попису из 2022. било је 1249 становника (према попису из 1991. било је 1772 становника).
Овде се налази Манастир Макрешане.

## Демографија
У насељу Макрешане живи 1345 пунолетних становника, а просечна старост становништва износи 43,8 година (42,6 код мушкараца и 45,0 код жена). У насељу има 462 домаћинства, а просечан број чланова по домаћинству је 3,49.
Ово насеље је великим делом насељено Србима (према попису из 2002. године), а у последња три пописа, примећен је пад у броју становника.
|  |

| Демографија | Демографија | Демографија |
| Година      | Становника  | Становника  |
| ----------- | ----------- | ----------- |
| 1948.       | 1.620       |             |
| 1953.       | 1.713       |             |
| 1961.       | 1.818       |             |
| 1971.       | 1.806       |             |
| 1981.       | 1.855       |             |
| 1991.       | 1.772       | 1.754       |
| 2002.       | 1.618       | 1.642       |

| Етнички састав према попису из 2002.‍ | Етнички састав према попису из 2002.‍ | Етнички састав према попису из 2002.‍ | Етнички састав према попису из 2002.‍ | Етнички састав према попису из 2002.‍ |
| ------------------------------------ | ------------------------------------ | ------------------------------------ | ------------------------------------ | ------------------------------------ |
|                                      |                                      |                                      |                                      |                                      |
| Срби                                 | Срби                                 |                                      | 1.590                                | 98,26%                               |
| Роми                                 | Роми                                 |                                      | 20                                   | 1,23%                                |
| Македонци                            | Македонци                            |                                      | 2                                    | 0,12%                                |
| Хрвати                               | Хрвати                               |                                      | 1                                    | 0,06%                                |
| непознато                            | непознато                            |                                      | 5                                    | 0,30%                                |

| Година пописа     | 1948. | 1953. | 1961. | 1971. | 1981. | 1991. | 2002. |
| ----------------- | ----- | ----- | ----- | ----- | ----- | ----- | ----- |
| Број домаћинстава | 345   | 357   | 398   | 402   | 423   | 405   | 462   |

| Број чланова      | 1  | 2  | 3  | 4   | 5  | 6  | 7  | 8 | 9 | 10 и више | Просек |
| ----------------- | -- | -- | -- | --- | -- | -- | -- | - | - | --------- | ------ |
| Број домаћинстава | 66 | 82 | 86 | 105 | 60 | 41 | 18 | 4 | 0 | 0         | 3,49   |

| Пол    | Укупно | Неожењен/Неудата | Ожењен/Удата | Удовац/Удовица | Разведен/Разведена | Непознато |
| ------ | ------ | ---------------- | ------------ | -------------- | ------------------ | --------- |
| Мушки  | 684    | 157              | 459          | 47             | 18                 | 3         |
| Женски | 725    | 100              | 452          | 143            | 23                 | 7         |
| УКУПНО | 1.409  | 257              | 911          | 190            | 41                 | 10        |

| Пол    | Укупно                    | Пољопривреда, лов и шумарство | Рибарство                            | Вађење руде и камена | Прерађивачка индустрија       |
| ------ | ------------------------- | ----------------------------- | ------------------------------------ | -------------------- | ----------------------------- |
| Мушки  | 345                       | 27                            | 0                                    | 0                    | 161                           |
| Женски | 186                       | 38                            | 0                                    | 0                    | 74                            |
| УКУПНО | 531                       | 65                            | 0                                    | 0                    | 235                           |
| Пол    | Производња и снабдевање   | Грађевинарство                | Трговина                             | Хотели и ресторани   | Саобраћај, складиштење и везе |
| Мушки  | 5                         | 67                            | 27                                   | 1                    | 17                            |
| Женски | 1                         | 4                             | 28                                   | 2                    | 2                             |
| УКУПНО | 6                         | 71                            | 55                                   | 3                    | 19                            |
| Пол    | Финансијско посредовање   | Некретнине                    | Државна управа и одбрана             | Образовање           | Здравствени и социјални рад   |
| Мушки  | 1                         | 4                             | 13                                   | 5                    | 1                             |
| Женски | 5                         | 2                             | 6                                    | 5                    | 11                            |
| УКУПНО | 6                         | 6                             | 19                                   | 10                   | 12                            |
| Пол    | Остале услужне активности | Приватна домаћинства          | Екстериторијалне организације и тела | Непознато            | Непознато                     |
| Мушки  | 15                        | 0                             | 0                                    | 1                    | 1                             |
| Женски | 7                         | 0                             | 0                                    | 1                    | 1                             |
| УКУПНО | 22                        | 0                             | 0                                    | 2                    | 2                             |